# Biegun geomagnetyczny
Biegun geomagnetyczny – punkt przecięcia się osi geomagnetycznej (osi dipola ziemskiego pola magnetycznego) z powierzchnią Ziemi. Jako że pole magnetyczne Ziemi nie jest ściśle dipolowe, igła kompasu nie wskazuje położenia biegunów geomagnetycznych.

## Nomenklatura
W geografii bieguny magnetyczne (i geomagnetyczne) Ziemi nazywa się zgodnie z ich położeniem, a nie polarnością: „północny” biegun magnetyczny (lub geomagnetyczny) oznacza biegun na półkuli północnej, a „południowy" biegun magnetyczny – na południowej. Z fizycznego punktu widzenia ta konwencja jest nieprawidłowa – współcześnie biegun południowy ziemskiego pola magnetycznego (który przyciąga północny biegun igły kompasu) znajduje się na półkuli północnej, a północny – na południowej; taką sytuację określa się jako polarność normalną Ziemi. Używanie nomenklatury fizycznej w geografii byłoby jednak mylące.

## Położenie
Położenie biegunów geomagnetycznych Ziemi (w roku 2010): 
- północny: 80,08°N, 72,21°W (wschodnie wybrzeże Wyspy Ellesmere’a),
- południowy: 80,08°S, 107,79°E (Płaskowyż Polarny).

Położenie biegunów magnetycznych Ziemi jest zmienne, co jest wyraźnie zauważalne w okresie wielu lat. Zmiany te nie mają jednak charakteru okresowego, jak mogłoby to wynikać jedynie z wykresów zmian deklinacji magnetycznej. 
W dziejach Ziemi dochodziło wielokrotnie do odwrócenia biegunów, co zostało utrwalone w skałach magmowych i niektórych osadowych, w postaci magnetyzacji szczątkowej.